# Centaurus (revue)
Pour les articles homonymes, voir Centaurus.
Centaurus est une revue scientifique (libre accès) à comité de lecture spécialisée en histoire des sciences, histoire des techniques, et histoire des mathématiques. Fondée en 1950, elle est actuellement la revue officielle de la Société européenne d'histoire des sciences. Elle est éditée par Brepols. Depuis 2024, la direction éditoriale est assurée par Daniele Cozolli (Université de Pompeu Fabra, Espagne) et Doubravka Olšáková (Czech Academy of Sciences, Czech Republic).

## Résumés et indexation
Cette revue est résumée et indexée dans :
- Arts and Humanities Citation Index[3]
- Chemical Abstracts Service[4]
- Current Contents/Arts & Humanities[3]
- Current Contents/Social & Behavioral Sciences[3]
- Current Index to Statistics (en)
- EBSCO databases
- Index Medicus/MEDLINE/PubMed (discontinued; only articles related to the history of medicine were indexed)[5]
- Mathematical Reviews/MathSciNet/Current Mathematical Publications
- ProQuest databases (en)
- Répertoire international de littérature musicale
- Science Citation Index Expanded[3]
- Scopus[6]
- Social Sciences Citation Index[3]
- Zentralblatt MATH[7]

D'après le Journal Citation Reports, le facteur d'impact de Centaurus en 2017 était de 0.111.